# 잭 스티븐스
잭 스티븐스(Jack Stephens, 1994년 1월 27일 ~ )는 잉글랜드의 축구 선수이다. 현재 본머스에서 활약하고 있다.